# Heidi (mini-série)
Pour les articles homonymes, voir Heidi.
Pour plus de détails, voir Fiche technique et Distribution.
Heidi est une mini-série américano-italo-suisse de la collection des Disney Channel Premiere Films, réalisée par Michael Ray Rhodes en 1993 dans les Alpes, d'après l'œuvre de Johanna Spyri.

## Synopsis
Orpheline, Heidi est recueillie par son grand-père et vit à la montagne. A mesure que le temps passe, elle parvient à apprivoiser le vieil homme. Mais un jour, la cousine de Heidi revient la chercher car elle a trouvé une place en ville pour l'enfant, en tant que jeune fille de compagnie pour Clara, dont les jambes sont handicapées. La petite fille doit alors quitter ses chères montagnes.

## Fiche technique
- Titre : Heidi
- Réalisation : Michael Ray Rhodes
- Production : Frank Agrama et Danielle Lorenza
- Studio de production : Bill McCutchen Productions, Harmony Gold, Silvio Berlusconi Communications, Walt Disney Television
- Producteur exécutif : Bill McCutchen
- Scénario : Jeanne Rosenberg d'après Johanna Spyri
- Musique : Lee Holdridge
- Directeur de la photographie : Denis Lewiston
- Durée : 190 minutes
- Dates de premières diffusions :
  - États-Unis : 18 juillet 1993 et 19 juillet 1993 sur Disney Channel
  - France : 23 décembre 1995 sur M6

## Distribution
- Noley Thornton (VF : Barbara Tissier) : Heidi
- Jason Robards (VF : Marc Cassot) : Tobias, le grand-père de Heidi
- Patricia Neal (VF : Jane Val) : Marie, la grand-mère de Peter
- Jane Seymour (VF : Évelyn Séléna) : Fräulein Rottenmeier
- Jane Hazlegrove (VF : Martine Irzenski) : tante Dete Ruegen
- Benjamin Brazier (VF : Jehan Pagès) : Peter
- Lexi Randall (VF : Sylvie Jacob) : Clara Sesemann
- Siân Phillips (VF : Monique Morisi) : Frau Sesemann, la grand-mère de Clara
- Andrew Bicknell (VF : Jean Roche) : Herr Herbert Sesemann, le père de Clara
- Basil Hoskins (VF : Jean-Pierre Delage) : Sebastian
- Michael Simpkins (VF : Joël Martineau) : Frederick, le docteur
- John Quentin (VF : Michel Clainchy) : le pasteur
- Richard Bates (VF : Patrick Poivey) : l'instituteur
- Kate Isitt : Brigitte
- Catherine Punch : Toinette
- Roger Ashton-Griffiths : le prêtre
- Heide Ackermann (VF : Jane Val) : la cuisinière
- Soo Drouet (VF : Claude Chantal) : Sonja
- Daniel Flynn (VF : Patrick Poivey) : John, le père de Heidi
- Annemarie Bubke : Adélaïde, la mère de Heidi